# František Vácha (děkan)
František Vácha (* 11. září 1966 České Budějovice) je český vědec, vysokoškolský pedagog a politik. V letech 2010 až 2018 působil jako zastupitel města České Budějovice, v letech 2013 až 2021 byl poslancem Poslanecké sněmovny PČR. V letech 2011 až 2019 působil jako děkan Přírodovědecké fakulty Jihočeské univerzity, kde vykonává funkci děkana opětovně od roku 2023.

## Vzdělání, profese
Vystudoval biochemii na Přírodovědecké fakultě Univerzity Karlovy v Praze (1990), doktorské studium absolvoval (1997) v oboru Obecná biologie na Biologické fakultě Jihočeské univerzity v Českých Budějovicích, habilitační řízení uzavřel v roce 2003, v roce 2011 byl jmenovaný profesorem biochemie.
V letech 1991 až 2022 pracoval na Ústavu molekulární biologie rostlin Biologického centra Akademie věd ČR v Českých Budějovicích, od roku 1997 na Jihočeské univerzitě (postupně na Biologické fakultě, Ústavu fyzikální biologie a na Přírodovědecké fakultě). V letech 2011 až 2019 byl děkanem Přírodovědecké fakulty Jihočeské univerzity. V letech 2019 až 2023 zde působil jako proděkan, od roku 2023 je na této fakultě opět v pozici děkana. V letech 2009 až 2017 přednášel Biochemii na Univerzitě Johanna Keplera v rakouském Linci.
Během své práce absolvoval několik zahraničních stáží (např. u prof. J. Barbera na Londýnské Imperial College of Science, Technology and Medicin ve Velké Británii, kde krátce spolupracoval i s laboratoří nositele Nobelovy ceny lordem Georgem H. Porterem) a získal několik zahraničních stipendií.
V roce 2003 obdržel Prémii Otto Wichterleho pro mladé vědecké pracovníky AV ČR.

## Politická kariéra
V roce 2010 se stal zastupitelem Českých Budějovic za hnutí Občané pro Budějovice. V komunálních volbách v roce 2014 obhájil post zastupitele města Českých Budějovic, když kandidoval jako nestraník za hnutí Občané pro Budějovice (původně byl na 15. místě kandidátky, ale díky preferenčním hlasům skončil čtvrtý). Také ve volbách v roce 2018 obhajoval post zastupitele města jako nestraník za hnutí Občané pro Budějovice, ale neuspěl.
V říjnu 2013 uspěl jako nestraník na kandidátce TOP 09 v předčasných volbách do Poslanecké sněmovny Parlamentu České republiky. V krajských volbách v roce 2016 kandidoval jako nestraník za HOPB v rámci subjektu "PRO JIŽNÍ ČECHY - Starostové, HOPB a TOP 09" do Zastupitelstva Jihočeského kraje, ale neuspěl.
Ve volbách do Poslanecké sněmovny PČR v roce 2017 obhájil svůj poslanecký mandát jako nestraník za TOP 09 v Jihočeském kraji. Získal 1 567 preferenčních hlasů a z 2. místa tak předskočil lídra kandidátky Pavla Klímu.
Ve volbách do Poslanecké sněmovny PČR v roce 2021 již nekandidoval.